# ديف هيل
ديف هيل (بالإنجليزية: Dave Hill)‏ (6 يونيو 1966 بنوتنغهام في المملكة المتحدة - ) هو لاعب كرة قدم بريطاني في مركز الوسط. لعب مع إيبسويتش تاون وسكونثورب يونايتد ونادي بوهيميان ونادي تشيسترفيلد ونادي كورك سيتي وكوبه رامبلرز ‏ ولينكولن سيتي أف سي.

## وصلات خارجية
- ديف هيل على موقع قاعدة بيانات كرة القدم.إي يو (الإنجليزية)
- ديف هيل على موقع Soccerbase.com (لاعب) (الإنجليزية)